# 默兹河畔福尔日
默兹河畔福尔日（法語：Forges-sur-Meuse，法語發音：[fɔʁʒ syʁ møz]）是法国默兹省的一个市镇，属于凡尔登区。

## 地理
默兹河畔福尔日（49°15'46"N, 5°17'31"E）面积15.97 平方千米，位于法国大東部大區默兹省，该省份为法国西北部内陆省份，北与比利时接壤，西接马恩省和阿登省，南至上马恩省和孚日省，东临默尔特-摩泽尔省。
与默兹河畔福尔日接壤的市镇（或旧市镇、城区）包括：贝坦库尔、默兹河畔布拉邦、孔桑瓦、屈米耶尔-勒莫尔奥姆、热尔库尔和德里朗库尔、默兹河畔勒涅维尔。

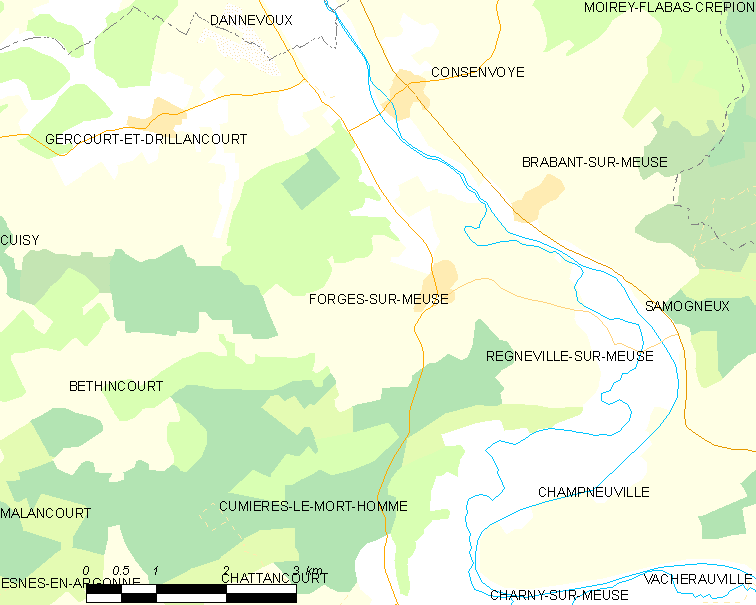
默兹河畔福尔日的OSM定位图

默兹河畔福尔日的时区为UTC+01:00、UTC+02:00（夏令时）。

## 行政
默兹河畔福尔日的邮政编码为55110，INSEE市镇编码为55193。

## 政治
默兹河畔福尔日所属的省级选区为阿戈讷地区克莱蒙县。

## 人口

1962-2008年间默兹河畔福尔日人口变化图示

默兹河畔福尔日于2022年1月1日时的人口数量为122人。